# Sodexo
Sodexo (antiguamente conocida como Sodexho Alliance) es una corporación multinacional con casa matriz en Issy-les-Moulineaux, París, Francia. Sodexo es una de las más grandes compañías de servicios de comida y administración de instalaciones del mundo, con 470 237 empleados, presente en 34 000 sitios en 80 países. En el año fiscal de 2010 los ingresos alcanzaron €15,3 billones, con una capitalización de mercado de €6500 millones. 
Sodexo está organizada en dos entidades: Soluciones de Servicios en Terreno y Soluciones motivacionales. Sodexo atiende muchos sectores incluyendo corporaciones privadas, agencias de gobierno, escuelas desde primaria hasta universitaria, hospitales y clínicas, instalaciones de vivienda asistida, bases militares e instalaciones penitenciarias.

## Historia
La compañía fue creada en 1966 por Pierre Bellon en Marsella, Francia, para atender a restaurantes de compañías, colegios y hospitales bajo el nombre de Société d'Exploitation Hotelière (en español: Corporación de Servicios Hoteleros). 
Al correr de los años 1970, la compañía se expandió en Francia y a nivel internacional, primero en Bélgica, luego en África, y finalmente en el Medio Oriente. Después de una licitación pública inicial en la Bolsa de París en 1983, la firma continuó su expansión hacia Norteamérica, Sudamérica, Japón, Sudáfrica y Rusia.[cita requerida]
Entre 1995 y 2001, Société d'Exploitation Hotelière's cambió su nombre a Sodexho Alliance, y la compañía estableció alianzas con Gardner Merchant, Partena, Sogeres, Wood Dining Services y Universal Ogden Services.
En 1998, Sodexho se fusionó con los servicios de administración Marriott, que en aquel entonces era una de las compañías de servicios de comida más grandeS de Norteamérica, cambiando el nombre a Sodexho Marriott Services. En el año 2000 Sodexho Alliance se convirtió en el líder de administración de sitios remotos después de fusionarse con Universal Ogden Services.
En 2002, Sodexho fue enlistada en la Bolsa de Nueva York.
En 2005, Michel Landel fue nombrado Gerente General, sucediendo a Pierre Bellon, quien continúa como miembro del directorio.
En el verano de 2006, la compañía cerró un trato con el empresario y ex jugador de la NBA, Magic Johnson y Magic Food Provisions, una subsidiaria de Magic Johnson Enterprises. La iniciativa incluyó un acuerdo de marketing y la formación de SodexhoMagic, LLC, una nueva joint venture de la que Johnson posee el 51%.[cita requerida]
Desde septiembre de 2007, las operaciones en Estados Unidos han sido dirigidas por el Presidente y Gerente General George Chavel, quien reemplazó a Richard Macedonia.
En 2007, Sodexo inició su actividad de distribución de sus servicios a escuelas del Reino Unido, usando la marca "Para ti..." (For you).
The DiversityInc Top 50 Companies for Diversity is the leading assessment of diversity management in corporate America and globally. En 2010, Sodexo calificó en número 1. De acuerdo con el informe, Sodexo “has led every other company in its ability to implement measure and assess strong internal diversity initiatives”
En 2011, Sodexo asume un contrato de 8 años con el gobierno de Estados Unidos, por el cual la compañía se compromete a proveer servicios alimentarios a 31 cuerpos de marines.
Hoy en día Sodexo está en la lista Fortune Global 500 y es el segundo mayor empleador entre todas las corporaciones multinacionales francesas.

## Gerencia administrativa
La Gerencia administrativa está actualmente compuesta por 12 personas:
- Pierre Bellon, Director.
- Robert Baconnier, Presidente de ANSA
- Rémi Baudin, Vicepresidente
- Patricia Bellinger, Ejecutivo
- Astrid Bellon, Miembro de la Directorio Ejecutivo de Bellon SA
- Bernard Bellon, Director de la gerencia de Finadvance
- François-Xavier Bellon, Director General de Bright Yellow Plc
- Sophie Clamens, Director de la Gerencia de Administración de Bellon SA
- Paul Jeanbart, Director General de Rolaco
- Michel Landel, Director General de Sodexo
- Nathalie Szabo, Miembro de Directorio ejecutivo de Bellon SA
- Peter Thomson, Ejecutivo

## Cifras financieras
Sodexo reportó utilidades por  €15.300 millones en los últimos 12 meses que terminaron en febrero de 2010 y un crecimiento orgánico de 0.4%. It benefits from a Corporate Credit Rating of BBB+ (Standard & Poor).

## Administración de los servicios de comida e instalaciones
Las ofertas de Sodexo van desde servicios de comida de autoservicio que incluye restaurantes ejecutivos, servicio de despacho, comedores ejecutivos, venta y despachos de comida, hasta servicios integrales de administración de instalaciones que incluyen tanto servicios blandos (recepción, conserjería, pantry, lavandería, groundskeeping, administración de basura, Vendor Management, etc.) y servicios duros (sistemas integrales de aires acondicionados, sistemas eléctricos que incluyen manejo de sub-estaciones de más de 220kV, servicios de eficiencia energética & servicios de sustentabilidad, gasfitería/Plantas de tratamiento de aguas/operación de plantas de tratamiento de aguas servidas, contrato anual de mantenimiento y operación de equipos, administración de proyectos, etc.).

## Cheques de servicios y tarjetas (SVC)
Una de las dos principales empresas del mundo en este sector, [Cita Requerida] Sodexo ofrece a las empresas y las autoridades públicas con vales de comida, cheques restaurante, cheques guardería cheques o tarjetas de transporte y cheques formación. En China cuenta con un sistema de tarjetas de valor almacenado en cooperación con varios restaurantes.

## Cambio de nombre
La compañía cambió su nombre oficial de Sodexho Alliance a simplemente Sodexo después de una votación de los accionistas en la junta general anual de la compañía el 22 de enero de 2008. La razón para eliminar la letra 'h' de Sodexho, citada en el informe anual del grupo de 2007, es que " en ciertos idiomas una "x" seguida de una "h" es difícil de pronunciar ". El sitio web corporativo de la compañía también indica que ya no hace hincapié en la industria de servicios hoteleros con la que alguna vez se asociaron, ya que ahora se centran en muchas otras direcciones. También se cambió el logotipo de la compañía, dejando caer las cinco estrellas a una sola estrella. La barra de la letra 'x' también ahora está curvada, como una sonrisa, supuestamente sugerente del deseo de la compañía de buscar constantemente y aumentar la satisfacción de sus clientes.

## Controversias
Ha habido varios boicots a Sodexo por diversas razones: en la Clark University en Worcester, Massachusetts, en la Escuela de Estudios Orientales y Africanos de la Universidad de Londres, en la American University en Washington DC, y en la Université Laval en Quebec City, en Binghamton University en Nueva York, y Allegheny College en Meadville, Pennsylvania, en DePauw University en Indiana, Emory University en Atlanta, Georgia, en los bancos Nordea en Finlandia, en la Universidad de Tampere, Finlandia y en la Universidad Loyola Marymount en Los Ángeles. En la Universidad DePauw, los estudiantes protestaron contra la supuesta baja remuneración de los empleados de Sodexo, su inversión en negocios de prisiones privadas y la falta de opciones de alimentos locales.
En los bancos de Nordea, el problema fue una reducción en los salarios después de que Sodexo se hizo cargo de los servicios de alimentos del banco en el lugar de trabajo. Después de un exitoso boicot, los salarios se incrementaron.
En 2009, el SEIU lanzó una campaña nacional contra Sodexo con el objetivo declarado de mejorar los estándares salariales y laborales. Clean Up Sodexo sirve como área de preparación en línea para la campaña. En 2010, el SEIU reclutó estudiantes en muchas universidades de los EE. UU. Para apoyar huelgas y manifestaciones en protesta por las supuestas prácticas laborales injustas de Sodexo, incluida la conducta antisindical y el pago de salarios bajos. Aunque una serie de huelgas en la Universidad de Pittsburgh condujeron a la negociación de salarios más altos y planes de seguro médico de menor costo para los trabajadores de la cafetería, hasta ahora ninguna de las cuentas de Sodexo elegidas por el SEIU tiene Sindicado o incluso pidió un voto electoral. Según una declaración de Sodexo, el SEIU está participando en una campaña de desprestigio en un esfuerzo por expulsar a los sindicatos de trabajadores rivales que tradicionalmente han operado en la industria de servicios de alimentos, así como para la publicidad en general.
El 16 de abril de 2010, los trabajadores de SEIU organizaron una protesta en la sede de la empresa en Maryland alegando un trato injusto e ilegal de los trabajadores de Sodexo. Durante la protesta, Danny Glover fue arrestado, recibió una citación y luego fue puesto en libertad. The Associated Press informa que "Glover y otros pasaron por delante de la cinta amarilla de la policía y se les pidió que retrocedieran tres veces en la sede de Sodexo. Cuando se negaron, Starks dice que los oficiales los arrestaron".
En julio de 2010, Sodexo resolvió los cargos presentados por el estado de Nueva York alegando un cobro excesivo por el servicio de alimentos y la gestión de instalaciones en las escuelas públicas. Según un caso presentado por el fiscal general del estado de Nueva York, Andrew Cuomo, Sodexo recibió reembolsos de proveedores sin transferir los ahorros a sus clientes. Sodexo pagó un total de $ 30 millones a los informantes y escuelas afectadas, lo que lo convierte en el mayor asentamiento de la historia en Nueva York fue posible gracias a la ley de reclamos falsos del estado que no involucraba al programa de Medicare. El acuerdo no incluía una admisión de responsabilidad de la compañía. El caso presentado en Nueva York ha dado lugar a investigaciones similares en lugares incluyendo Nueva Jersey, Washington, DC y Berkeley, California.
Las acusaciones de SEIU contra Sodexo ahora parecen estar nuevamente sobre la mesa. La Junta Nacional de Relaciones Laborales, una agencia federal independiente con el poder de salvaguardar los derechos de los empleados, acusa al SEIU de involucrarse en tácticas ilegales, y las agencias de calificación de crédito social renuevan su confianza en Sodexo para su inversión socialmente responsable (SRI) durante el año 2010 y 2011. Sodexo es, en una demanda presentada en marzo de 2011, acusando al SEIU (Service Employees International Union) de “participar en tácticas ilegales en su esfuerzo por sindicalizar trabajadores.
El 27 de mayo de 2011 estudiantes de la Universidad de Washington fueron arrestados durante una toma de las oficinas administrativas de la Universidad por protestar por el contrato de concesiones hecho por la Universidad con Sodexo. poco después, el 19 de mayo, otros 13 estudiantes fueron arrestados bajo similares circunstancias.
A mediados del 2023 en Bogotá, en la sede planta de alimentos cárnicos, filial de Nutresa, una de las empresas más importantes del país a la cual Sodexo presta sus servicios de alimentación fue objeto de protestas debido a los señalamientos hacia la multinacional francesa por malas condiciones laborales por parte de varios de sus empleados y miembros de los sindicatos.